# ويليام مور كيلي
ويليام مور كيلي هو سياسي كندي، ولد في 1827 في مونكتون في كندا، وتوفي في 12 ديسمبر 1888.